# DTA–50
A DTA–50 (DTA – Digitális térképészeti adatbázis) Magyarország 1:50 000 méretarányú vektorgrafikus digitális térképe. A Magyar Honvédség Térképészeti Hivatala készítette.
Fő adatforrása az 1:50 000-es méretarányú állami topográfiai térkép sokszorosítási eredetije. Kiegészítő adatforrásként 1:25 000 méretarányú katonai térképeket, a Geodéziai Adatbázist és a DDM–10 digiális domborzatmodellt is igénybe vették. A DTA–50-t az adatforrások szkennelésével és digitalizálásával (vektorizálásával) állították elő.
A térkép Gauss–Krüger-vetületi rendszert használ, szelvényenként 11 db fájlból áll.
Alapvető adatformátuma az Integraph DGN fájlformátuma, de elérhető a MicroStation, az ArcGIS és a Mapinfo adatformátumaiban is. A DGN állomány mérete 0,4 GB, a többi állomány mérete 0,8–1 GB közötti.
A DTA–50 alapján, annak felújításával és átalakításával hozták létre a térinformatikai szemléletű DITAB–50 katonai topográfiai adatbázist.